# Campoletis gastrolinae
Campoletis gastrolinae là một loài tò vò trong họ Ichneumonidae.